# Hibbertia pancheri
Hibbertia pancheri är en tvåhjärtbladig växtart som först beskrevs av Jean Armand Isidore Pancher och Sebert, och fick sitt nu gällande namn av Briquet. Hibbertia pancheri ingår i släktet Hibbertia och familjen Dilleniaceae. Inga underarter finns listade i Catalogue of Life.